# アリアンロッド・リプレイ
『アリアンロッド・リプレイ』は、FEARによる『アリアンロッドRPG』のリプレイシリーズ。全3巻6話の本編と外伝全1巻2話で構成される。通称『無印』シリーズ。
ゲームマスター・リプレイ執筆は菊池たけし。イラストレーターは爆天童、佐々木あかね。
なお、本シリーズの重要なキーワードである「（神々の）粛清」「粛清装置」は、本シリーズ中では「粛正」「粛正装置」と表記されているが、本記事では基本ルールブックの表記に準じた。

## 特徴
『アリアンロッドRPG』最初のリプレイシリーズであるのみならず、単行本の第1巻は基本ルールブックに先行して発売されるなど、『アリアンロッドRPG』そのものの宣伝も兼ねている。ルール説明についても、前述のような事情により、他のシリーズよりも詳細に行われている。
最初のシリーズ故に、シリーズを通してのサブタイトルは付いておらず、現在は公式に『無印』シリーズと呼ばれている。
当シリーズの登場人物のうち幾人かは、後のリプレイシリーズにも重要なNPCとして登場している。

## あらすじ
エリンディル大陸西方、ネルス川沿岸の小都市クラン＝ベル。かつて”水の街”と呼ばれたこの街も、今は砂漠に囲まれてしまっていた。
クラン＝ベル一帯を干上がらせたとされ「堕ちた英雄」と蔑まれた男・ガイアの子エイジは、父の汚名をそそぐべく、幼なじみの少女アムと共に旅立った。その中で膝を壊して傭兵を引退した過去を持つ神官シグ、父の仲間だったという記憶喪失の謎めいた魔術師フェルシアと出会ったエイジたちは、ガイアによってかけられた水の大精霊の封印を解く。しかし、大精霊は既に邪悪に汚染されており、暴走したために、今度はクラン＝ベルは大洪水に見舞われてしまう。その背後には、事件を操る黒幕の何十年にも渡る陰謀があった。その陰謀を叩き潰したものの、エイジ達は罪人として故郷を追われることとなる。
それは後に「魔将戦争」と呼ばれることになる事件の引き金だった。

## 登場人物

### ギルド「のっとぎるてぃ」
主人公エイジがギルドマスターを務めるギルド。名前は、エイジの父ガイアが重罪人であると言われていることに対して、「Not Guilty」つまり無罪であると訴えていることから付けられた。
エイジ（田中信二）
当シリーズの主人公格。ヒューリンのウォーリア/サムライ。
「堕ちた英雄」と呼ばれる父ガイアの汚名をそそぐために冒険の旅に出る。正義感が強いがお人好しで、困った人を見かけると助けずにはいられない性格。剣技で敵を一掃する。長年に渡る多人種との交配で薄まっているが、実は彼の一族はエルダの血を引いている。
長い戦いの末、大精霊の力を秘めた六つの鍵を手中にするが、その結果、自身の体内に「粛清装置」を起動させる「黄金の鍵」を生成させてしまう。世界が今のままであることを望んだエイジは「粛清」を拒否し、「粛清装置」が放つ光の中に姿を消した。
…と表向きはなっているが、実際「黄金の鍵」が魔族や悪意ある者の手に渡らないよう、仲間たちと別れ放浪の旅に出る。名誉は回復されたものの表向きはヴェンガルド渓谷の最終決戦で戦死した事になっており、彼の生存を知る者は、のっとぎるてぃのメンバーらごく少数である。
魔将から世界を救った『クラン＝ベルの四英雄』に彼は数えられていない。後にベネットは『アリアンロッド・サガ・リプレイ』（以下『サガ無印』）にてメルトランド・レジスタンスを説得する際、名前こそ挙げなかったもののエイジの冒険を引き合いに出し、彼を「すべての名誉も、人生さえも捨て去って世界を救った男」と言い表している。
後に神喚者としてアヴァロンに移り、かつての仲間であるベネットとの再会を果たした。
アム（小浜智）
ヒューリンのシーフ/アルケミスト。フルネームは	アム＝リッツァ。
エイジの幼なじみ（アムの両親は、エイジの父ガイアと同じパーティーを組んでいた仲間。既に故人）で、エイジが旅立つにあたって、面倒をみるために共に旅に出ることになる。なお、ガイアが犯罪人となったせいで家が没落しており、エイジからは冒険者としての稼ぎの9割（のちに8割になる）をもらうことになっている。
同じくメインクラスがシーフのベネットが加入後は、アルケミストとしての火力と支援力に磨きを掛け、フェルシアと並ぶ後方からの火力支援に加え、アコライトだが前線で壁となるシグに代わってギルドの回復役も勤めることとなる。カナンの街にいる三賢者の1人ロクサーヌとは知り合い。
アム自身も知らなかったことだが、その正体は火の魔将の素体候補だった。しかし邪悪化しかかったところで三賢者に保護され、難を逃れている。ロクサーヌと知り合いなのはこのためで、彼女が持つ予定だった火の鍵はエイジに渡っている。
長い付き合いからかエイジの本心を見抜いており、魔将戦争後、自身の死を装って旅に出るエイジを待ち構え、旅の連れ合いとなる。
シグ（矢野俊策）
ドゥアン（セラトス）のアコライト/ウォーリア→モンク。
かつて傭兵をしていたが、膝を壊して引退（このため、レベルも初期状態の1にまで下がっている、という設定）。神官となり、本シリーズではクラン＝ベル大神殿に奉職していた。ヴァンデルの命を受け父の墓参に来たエイジを迎えにきたことがきっかけで、のっとぎるでぃに加わる。
膝の怪我は治り切っておらず、都合が悪い事が起こる（セッション上は行為判定に失敗したりする）と「ぬうっ、膝が！？」等といって誤魔化す事がある。アコライトだが、戦闘ではどちらかといえば回復役というよりプロテクションを駆使した壁役として相手の攻撃を押さえ込む役割が多い。
被っているビレッタ（帽子）は、三妖精（後述）が住むために3つ穴が開いた特注品となっている。
魔将戦争後は”機械の街”カナンの大聖堂に奉職。シルヴァのよき相方となっている。のちのリプレイシリーズである『アリアンロッド・リプレイ・ルージュ』『アリアンロッド・リプレイ・レジェンド』にもNPCとして登場している。
フェルシア・ブリガンティアル（久保田悠羅）
ヒューリン（ハーフエルダナーン）のメイジ/メイジ→サモナー。
かつてエイジの父ガイアやカナンの三賢者の1人ク・バルカンと同じギルドに所属し、共に冒険をしていたが、今はそのことを含め過去の記憶を失っている。猜疑心が強く慎重な性格。ときどき何かを知っているかのようなセリフを呟くが、詳細を聞かれると頭痛が起こる。特に火系の魔法を得意とする。
終盤、「粛清装置」の監視者だったことが明らかにされるが、システムに対して逆らう道を選び、以後は粛清装置の停止に携わることになる。その活動は『ルージュ』『サガ無印』でも描かれている。
元々は“永遠の街”アヴァロンの神座院院長であり、月の女神ブリガンティアのアバター。だが、エリンディルへ渡る際にアヴァロンや神喚者に関わる記憶と力を全て失い、ただ粛清装置の監視者として地上を旅していた。魔将戦争の後に記憶を取り戻し一度アヴァロンに帰還したが、その後も何度かエリンディルを訪れている。なお、その時の姿は基本的に小柄で頭からマントを被った老婆、通称「占いばばあ」となる。
「ルージュ」「シュヴァルツ」「にも「占いばばあ」に扮してノエルやシェフィルの前に現れているが、この姿になるといきなり饒舌になり、かつ年寄り口調のお調子者、という180度違う性格に豹変する。
フルネームは「アリアンロッド2E　超上級ルールブック」で判明。
ベネット（大畑顕）
ヴァーナ（アウリク）のシーフ/レンジャー→ニンジャ。
クラン＝ベルを追われたエイジたちがカナンへ向かう途中で出会った冒険者。
戦闘では回避に命を張る。武器を買うために初期の所持金を使い果たしたため、回避力があることもあって最終話まで防具を着けることはなかった。実は妖魔の血を引いており、その力を解放した時は瞳の色が金色に変わる。
元々は、『ドラゴンマガジン』に掲載する読み切りリプレイ「死者の花嫁」の収録時に、アムのプレイヤーの小浜智が参加できなかったため、その代わりのヒロイン役として登場した。だが、登場第一声が「あっしはベネットでやんす」だったことで、「光の速さでヒロインから転落」した。通称「三下狼少女」または「三下犬娘」。しかし、その三下振りが愛されてか、本編にも引き続いて参加を続けたのみならず、『ルージュ』シリーズでのNPCとしての登場を経て、短編リプレイ「ルネス殺人事件」（『アリアンロッド・リプレイ・アンサンブル』収録）でプレイヤーキャラクターとして再登板を果たし、続投した『サガ無印』シリーズでは、ついには彼女の名前を冠した本まで登場している。
高い回避能力ゆえに「鎧を着ていない」ことがベネットの特徴（ネタ）となってしまい、後に所持金が増えても防具を付けないスタイルを『サガ無印』シリーズ中盤まで貫いた。
魔将戦争後は再び放浪の旅に出るが、本作中で二度にわたって命を救われた事からフェルシアには全く頭が上がらず、しばしばフェルシアに呼ばれてはその指示で活動している。『サガ無印』シリーズでアルディオン大陸に渡ったのも、もとはフェルシアに呼ばれて”聖都”ディアスロンドにやってきたため。

### クラン＝ベル
ウェルチ
ヒューリンのアコライト/モンク。
クラン＝ベル大神殿神官長ヴァンデルの娘で自身も神殿に勤める。しかし実はガイアの娘（すなわちエイジの双子の妹）であり、水の魔将の素体としてヴァンデルにさらわれ、自身の娘と思い込まされていた。ヴァンデルを倒した後、エイジはウェルチの心が傷つかないことを優先して、敢えて罪人の汚名をかぶったままクラン＝ベルを去るが、既にクラン＝ベル大神殿は魔族によって支配されており、ウェルチは神官長補佐の一人（エネミー「ハゲンティ」が化けたもの）から情報を吹き込まれ、カナンへ向かうのっとぎるでぃの前に立ちはだかることとなる。しかもこの時に邪悪化も進行しており、エイジに倒された後直ちにカナン大神殿に収容され、のっとぎるでぃの奔走とシルヴァの協力でようやく魔族から解放された。なお彼女が持つ予定だった水精の鍵はヴァンデルとの戦いの際にエイジに渡っている。
魔将戦争後はわずか13歳ながら神官長代理としてクラン＝ベル大神殿の再建を託されている。『ルージュ』『レジェンド』シリーズにもNPCとして登場し、本リプレイ（聖暦1006年の出来事とされる）から3年後の世界を描くルール第二版『アリアンロッドRPG 2E ルールブック2』では神官長に昇進している。なおモンクとしての能力は（正体を表す前の）ヴァンデル仕込みとのこと。
なお、登場したきっかけはGMの菊池たけしがMMORPG「ラグナロクオンライン」の影響で女性のアコライトを出したいがために即興で作られたちょい役のキャラクターで、名前もその場でそこにあったジュースから付けられた。
三妖精
エイジ達が最初の冒険で訪れたウンディーネの神殿にいた三姉妹の妖精。なぜかシグの頭の上に棲み着き、シグも三妖精のために特注のビレッタ（帽子）を作っている。なにかあると偵察代わりに放り投げられたりと扱いはあまり良くないが、結構シグの頭の上が気に入っているらしい。水の妖精のはずなのだが、溺れるシーンが何度かある。
ガイア
エイジの父親で、かつては英雄と謳われた。が、クラン＝ベルでは水の大精霊を封印し、この地を干上がらせた重罪人とされている。事件後行方不明となっている。
彼の行動の真意がシリーズ序盤の鍵となっている。
『アリアンロッドRPG 2E ルールブック2』には、その後名誉が回復されたことを示唆する記述がある。

### カナン
シルヴァ
”機械の街”カナン大聖堂に勤める女神官。神官長の補佐という、言わばカナン大聖堂のナンバー2の地位にある人物。きっぷのいいお姉さんで、シグとは「ウマが合う」関係。
邪悪化が進むウェルチをカナン大聖堂に収容、神殿の最高機密である三賢者の所在を示す書類をシグに渡し、ギガンドルとの戦いの終盤に加勢するなどエイジたちを支援した。
『ルージュ』『レジェンド』シリーズにもNPCとして登場している。
ク・バルカン
三賢者の1人。かつてガイアやフェルシアと同じパーティーに所属していた老魔術師。現在では齢100歳を超え、冒険者は引退して研究生活を送っている。
ロクサール
三賢者の1人。アムが子供の頃、よく家に遊びに来ていた。エルダーナンのため、今でもその頃と面影がほとんど変わっていない。クラスはプリースト。
モエラド
三賢者の1人。マッドサイエンティスト。かつて、のたれ死にしそうだったベネットを助けたことがあった。ベネット曰く「自分を人体実験に使おうとしたので逃げた」とのことだが、本人によればベネットが借金した上で踏み倒したらしい。

### 魔族
ヴァンデル
第1巻のボスエネミー。
粛清装置と鍵の存在を知り、神官になりすまして「鍵を集める者」ガイアのパーティに参加しその信用を取り付けた。それに乗じてウェルチを水の魔将の候補としてガイアのもとからさらい、計画の障害となるフェルシアの記憶も奪うなどガイアを徐々に追い詰め、水の大精霊の邪悪化には成功したものの、真相を知ったガイアによって大妖精は封印されてしまう。しかしそれに乗じてガイアの名声を落とし、神官長としてクラン＝ベル大神殿を魔族による陰謀の拠点にした。
エイジたちの最初の冒険である水の大妖精の解放の依頼者だが、その真意はクラン＝ベルの水没にあった。周到な計画を立てており、彼自身がエイジたちに倒された後も、彼の計画は着実に進んでいくことになる。
六魔将
六つの鍵を体に宿すことで、その鍵の力を取り込んだ強大な魔族。本来、鍵を体に受け入れることが出来るのは、魔族でも数万体に一体という確率だったが、粛清装置を魔族の都合のいいように使うために、ヴァンデルはクラン＝ベルを六魔将の素体の養殖場としていた。
ギガンドル
地の魔将。第2巻のボスエネミー。
「トム」と名乗り、クラン＝ベル大神殿で神官を務めていた（クラスはアコライト）。カナンへ向かう途中ののっとぎるでぃに、魔族によってウェルチが誘拐されたことを伝え、一行に合流する。トムの状態では《プロテクション》をかけることができるが、同じ能力を持つシグより能力レベルは低く、これを利用して（表向きはウェルチに操られる形で）シグの《プロテクション》を妨害した。
実はウェルチの邪悪化は彼の真の目的である「三賢者の抹殺」のための撒き餌であり、のっとぎるでぃに三賢者を探させ、その行く先で三賢者を殺害する計画だった。しかし、モエラドの家からカナンに戻った3人がシグの判断でそのままカナンにとどまったことで当初の策は潰え、ウェルチをさらう作戦に変更して正体を表すも、エイジたちがカナン大聖堂に到着し5人揃ったのっとぎるでぃに倒された。まだ実験段階だったらしく、性格も不安定だったが、それでも強力な相手だった。
ヴェルデュール
風の魔将。神官長補佐としてクラン＝ベル大神殿に潜入し、ヴァンデルの死後、後任の神官長となったクルストを殺害、大神殿を掌握した。魔族をクラン＝ベルに呼び込み、その陥落を企てると同時に、その情報をカナン大聖堂にリークしてのっとぎるでぃをおびき寄せたが、ウェルチの奮闘で配下を次々と倒され、最後はベネットに射殺された。
ガイア
闇の魔将。エイジの父親でかつては英雄、そして鍵を集める者と神に見込まれた者だったが、ヴァンデルの奸計によりそれがかなわぬこととなり、せめて魔族の企みを止めるべく、自ら魔将となる。しかし、当然魔族の意に沿わぬ存在だったため、のちにディアネッドにその身ごと取り込まれてしまう。
ディアネッド
光の魔将。ヴァンデルがエイジ達に倒された後は、彼が魔族の指揮を執り、粛清計画を続けていた。本シリーズのラスボス。

ショコラ
「死者の花嫁」で初登場。人間の美少女の姿をしている。アコライトに化け、人間を利用して魔族の入れない封印の奥にある宝物を取らせようとする企てのため、エイジ達を利用しようとした。エイジ達とまともにやり合うと、まずエイジ達は勝てない上級魔族（エイジ達がとても勝てないレベルの魔物を部下にしている）だが、エイジ個人には好意を持っているらしい。

## 用語
六つの鍵
物語の文字通りキーとなる、世界を救済するとされるアイテム。地火風水光闇の6元素に対応して6つがあり、それぞれの元素に対応した大精霊の力を秘めている。また、魔族はこれを持つことで力を得て、「魔将」と呼ばれる存在となる。
6つを揃えることで粛清装置を起動させる鍵となる。
粛清装置
本シリーズで明らかにされた、アリアンロッド世界の大きな仕掛け。「世界破壊装置」とも呼ばれる。
本シリーズで使われかけた粛清装置は、パリス同盟の北部国境に位置するヴェンガルド渓谷のとある遺跡に隠されていた。六つの鍵を揃えることによって出現する七つ目の鍵によって起動し、世界の全てを無に帰して最初からやり直させるというもの。なお、装置の最終的な起動は、七つ目の鍵を出現させた者に委ねられ、またその発動者が選んだ7対（14人）の者のみが、粛清を超えて生き延びることが出来る。
フェルシアは、その鍵を集める者を補佐するために使わされた「監視者」と呼ばれる存在だったが、本人が記憶喪失になっていたため、装置が発動するまでほとんどのことを忘れていた。
アリアンロッド世界では、過去に3回粛清装置が使用されており、その度に破壊と再生を繰り返してきた。アリアンロッドRPGの舞台となっている火の時代は、実は4番目の時代となる。
なお「装置」と言っても機械に限らず、「ルージュ」に登場したゾハールなど、粛清を行う役割を持った存在の総称となっている。

## 作品一覧
- アリアンロッド・リプレイ
  - 銀の輪の封印　ISBN 4-8291-4393-2
  - 2 闇色の血の騎士　ISBN 4-8291-4399-1
  - 3 金色の鍵の英雄　ISBN 4-8291-4454-8
  - EX 死者の花嫁　ISBN 4-8291-4456-4